# Trio Salta
El Trío Salta es una agrupación vocal de música cristiana tradicional argentina, fundada en Salta; de estilo folklórico integrada por Jorge Echazú, Aníbal Pastrana y Samuel Echazú. Actualmente tiene 5 álbumes editados.

## Historia
El grupo nació en el mes de septiembre de 1987 en la ciudad de Salta, Argentina, siendo el primer conjunto folclórico cristiano de esa zona. Sus primeros integrantes fueron Jorge W. Echazú, Miguel Liendro y Omar Guerrero. 

### Comienzos en el medio artístico
El grupo tuvo un comienzo difícil, ya que los líderes religiosos de ese tiempo no aprobaban que los gauchos cantaran folklore a Dios. Sin embargo, el grupo persistió y logró ganarse el respeto y el cariño de la gente. Su música típica de la provincia de Salta pronto se hizo popular entre los cristianos.
En 1990 el Trio Salta fue invitado a Canadá Vancouver para presentar su primer disco, titulado "Con mi alma de Gaucho". El grupo tuvo un gran éxito en Canadá, y esto les abrió las puertas para hacer giras por otros países. 
En 1993 el Trio Salta hizo su primera gira por los Estados Unidos, presentando canciones de su segundo disco, "Inmaculado". Esta fue la primera vez que se escuchaba música típica salteña con un acento cristiano en los Estados Unidos.
En 1994 Omar Guerrero, uno de los integrantes originales del grupo, se casó y decidió dejar el grupo para dedicarse a su familia. José Pintos lo reemplazó ese mismo año. José tocaba diversos instrumentos típicos de Bolivia, como el siku, la zampoña, el toyo y el charango añadiendo nuevos colores a la paleta del Trio Salta.
En 1996 el Trio Salta grabó el disco "Por Quebradas con Mariachis", en el cual se incluyeron canciones mexicanas. 
En 1997 el grupo grabó el disco "El Altiplano está de fiesta". Este disco contenía nuevos ritmos, como la saya, un ritmo típico de Bolivia, que se escucha en la canción "No hay nadie como Tú", una de las favoritas del público hasta hoy. 
En 1998 el Trio Salta hizo una gira por Bolivia, donde grabó los videos de las canciones "Por Amor", "Nadie como Tú", "Shalón Jerusalén", "Murallas caen" y "Cantemos al Creador". 
En 1999 el grupo hizo una gira por Inglaterra, donde presentó su nuevo disco y sus videoclips del "El Altiplano está de fiesta".
A comienzos del año 2000 Miguel Liendro y José Pintos decidieron dejar el Trio Salta y formar un nuevo grupo.

### Nueva Etapa
En 2003 Arnaldo Wierna, recomendado por el guitarrista Dante Daniel Valdiviezo, se unió al grupo. Arnaldo era director de la escuela de música "Halal" y profesor de folclore y danzas típicas de Salta. Arnaldo trajo una nueva perspectiva a la música del grupo, y el público aceptó sin problemas este cambio. A finales de este año vuelve Omar Guerrero al grupo.
En 2004 el Trio Salta comenzó a grabar el disco "Tiempo de Volver", el cual finalizó al año siguiente. Este disco se convirtió en el preferido del público. 
En 2005 el Trio Salta junto al coro polifónico "Cántico Nuevo", del maestro Ariel Muñoz, hicieron recitales durante tres años consecutivos en diferentes lugares de Argentina.
En 2006 Samuel Echazú, hijo de Jorge Echazú, se unió al grupo. Samuel trajo una voz joven y con fuerza al grupo. Omar Guerrero deja de ser una de las voces principales y empieza a participar de forma intermitente como instrumentista.
En enero de 2007 el Trio Salta fue invitado a tocar en el Festival Jesús Cosquín te Canta, en Córdoba, Argentina. Este es el escenario donde participan artistas de renombre nacional e internacional. Gustavo Cruz se unió al grupo como tenor. En abril el Trio Salta lanzó su sitio oficial: www.triosalta.com.ar. Sale a la venta el DVD en vivo grabado en Cosquín. Arnaldo deja el grupo porque es llamado a pastorear en Tucumán.
En 2008 se estrena la canción "Bajo las nubes" en vivo como sencillo y video.
En 2010 Gustavo Cruz se retira del grupo.
En 2016 se estrena el sencillo "Venimos del Cerro / Gloria a Dios". Ingresa Aníbal Pastrana como vocalista y multinstrumentista. 
El 2019 se estrena una nueva versión del tema "Tiempo de Volver" grabado en vivo junto a la Orquesta y al Coro Cristiano de Salta. 
En 2020 en plena pandemia realizan el recital "25 de Mayo - Concierto desde casa" conmemorando los 210 años del primer gobierno Patrio Argentino. Participó junto a diferentes artistas cristianos argentinos en el proyecto "Mas unidos que nunca" organizado por la OMCA. 
En 2021 graban el sencillo "Por Siempre" junto a los nuevos instrumentistas: Kevin Browne, Christopher Browne, Jonatan Peña y Natanael Echazú; y a Sofía Echazú.

## Discografía

### Álbumes de estudio
- 1989: Con mi alma de gaucho
- 1992: Inmaculado
- 1996: Por quebradas con mariachis
- 1997: El Altiplano está de fiesta
- 2005: Tiempo de volver

### Sencillos
- 2008: Bajo las nubes

- 2016: Venimos del Cerro / Gloria a Dios

- 2021: Por Siempre

### Videografía
- 1998: El Altiplano está de fiesta
- 2007: Cosquín en vivo
- 2019: Tiempo de Volver - Trio Salta, Coro y Orquesta (En Vivo)
- 2020: 25 de Mayo - Concierto desde casa - Trio Salta